# Château de La Boulaize
Pour les articles homonymes, voir Château de Beauregard.
Le château de La Boulaize est un château situé à Montaigu-le-Blin (France).

## Localisation
Le château est situé sur la commune de Montaigu-le-Blin, dans le département de l'Allier, en région Auvergne-Rhône-Alpes. Il est construit en bordure du bourg, dans un grand parc planté d'arbres.

## Description
Le bâtiment principal du château comporte neuf travées de fenêtres et un retour en équerre. Sur la façade, un escalier à deux volées en fer à cheval permet d'accéder à l'étage noble. Les toitures à la Mansart sont en ardoises ; les combles sont éclairés par trois lucarnes en façade. Un pavillon à trois niveaux, plus un niveau de combles, est adossé à l'arrière du bâtiment principal. Des communs (ancienne écurie) complètent l'ensemble.

## Historique
Le château date du XVIIe-XIXe siècle. La Boulaize était un ancien fief. Jean de La Boulaize, écuyer, capitaine du château de Montaigu, en fait l'aveu en 1439. Au XVIIe siècle, il appartient à la famille Treille. Il entre ensuite dans la famille Delaire. Leurs descendants le conserveront jusqu'au XXe siècle. L'un d'eux, Jean-Marie Delaire (1781-1861), conseiller d'État, président à la Cour des comptes, devint baron par lettres patentes de Charles X en date du 20 mai 1829 ; il avait épousé Joséphine de Cambacérés, nièce de Jean-Jacques de Cambacérès, deuxième consul, puis archichancelier de l'Empire.
En 2007, M. Jan Speetjens et Mme Liesbeth Decoz commencent la restauration du château ; le château est ouvert pour la location de salles en vue de réceptions et expositions.